# Lliga de la Llibertat de Lituània
La Lliga de la Llibertat de Lituània (lituà Lietuvos Laisvės Lyga, LLL) fou una organització nacionalista de Lituània fundada en la clandestinitat el 14 de juny de 1978 per Antanas Terleckas i que es donarà a conèixer el 1979 convocant una manifestació en l'aniversari del pacte Ribbentrop-Molotov. Terleckas fou condemnat a 8 anys de presó arran d'aquest fet.
Entre els seus objectius estava el restabliment de la independència de Lituània, així com la defensa de la identitat nacional, religiosa i política lituana, difonent propaganda antisoviètica. Després de l'alliberament de Terleckas el 1987, la Lliga organitzà noves manifestacions reclamant la independència lituana juntament amb la Unió de Presos Polítics i Deportats Lituans. El 16 de febrer del 1988 aplegà 10.000 persones a Vilnius. Tanmateix, des del 1989 les accions seran capitalitzades pel Sąjūdis, amb qui va col·laborar d'antuvi, però va boicotejar les eleccions al Soviet Suprem de 1990.
Entre els seus membres més destacats hi havia Algirdas Statkevičius, Jonas Gelažius i Arūnas Trukanas. El 1992 un grup de dissidents de la Lliga dirigits per Vytautas Šustauskas, va fundar la Unió per la Llibertat de Lituània. El 8 de novembre de 1995 es va registrar com a partit polític i el 2001 es va integrar en la Unió de Dreta de Lituània (Lietuvos Dešiniųjų Sąjungą), que el 2003 es fusionà amb la Unió Patriòtica - Democristians Lituans.

## Resultats electorals
| Any  | Vots                 | %                    | Escons               | +/-                  |
| ---- | -------------------- | -------------------- | -------------------- | -------------------- |
| 1990 | Van cridar al boicot | Van cridar al boicot | Van cridar al boicot | Van cridar al boicot |
| 1992 | 22,034               | 1.19                 | 0 / 141              | Nou                  |
| 1996 | 12,562               | 0.96                 | 0 / 141              | =                    |
| 2000 | Coalició LLL-LTS     | Coalició LLL-LTS     | 0 / 141              | =                    |